# Université de l'automobile et de la construction routière d'État de Moscou
L'Université technique de l'automobile et de la construction routière d'État de Moscou (en russe : Московский автомобильно-дорожный государственный технический университет, en anglais : Moscow Automobile and Road Construction State Technical University), abrégé MADI, est un établissement d'enseignement supérieur fédéral de la fédération de Russie. il s'agit d'un centre de formation et de recherche dans le domaine de l'industrie automobile et des transports, ainsi que de la construction de routes, de ponts et d'aérodromes.

## Informations générales
Il a été créé par le décret du Conseil des commissaires du peuple d'URSS n° 748 du 13 décembre 1930, sur la base de la faculté des routes de l'institut des ingénieurs du transport ferroviaire de Moscou et de l'école supérieure des routes de la Direction centrale des routes et des chemins de terre et des transports routiers. Le complexe du MADI a été conçu par l'architecte en chef du ministère de l'intérieur de l'URSS, l'architecte émérite de la RSFSR Alburi Magomedovich Alkhazov.
À partir de 1922 le MADI prend le statut d'université technique tout en conservant son appellation traditionnelle. Plus de huit cents professeurs et enseignants, dont près d'une centaine de docteurs et environ cinq cent doctorants en sciences y ont effectué des travaux scientifico-pédagogiques.    
À partir de 2010 l'institut porte le nom qu'il a aujourd'hui.
L'université forme des étudiants dans 32 spécialités et 9 domaines de préparation de licence.L'université forme des étudiants en licence et en master, des ingénieurs et des cadres. Le MADI entretient des liens avec des structures de l'industrie du transport à Moscou et dans sa région. 

## Départements

### Facultés
- Faculté de la route et des machines technologiques
- Faculté des transports routiers
- Faculté de l'énergie et de l'environnement
- Faculté de construction routière
- Faculté des sciences économiques
- Faculté de gestion
- Faculté de logistique et des problèmes de transport
- Faculté de construction mécanique
- Faculté pour les cours préparatoires
- Faculté pour les cours préparatoires pour les citoyens étrangers
- Faculté des cours par correspondance

### Filiales
Les instituts de recherche pour l'élaboration et la mise en œuvre des nouvelles technologies dans l'automobile et le complexe route au MADI :
- Bronnitsy (1996, Bronnitsy, région de Moscou)
- Filiale de la Volga (2000, Tcheboksary, République de Tchouvachie)
- Makhatchkala (1998, Makhatchkala, République du Daghestan)
- Filiale Nord-Caucasienne (2005, Lermontov, kraï de Stavropol)

### Instituts de recherche
- L'institut des problèmes énergético-environnementaux du transport automobile
- L'institut de la mécanique et de problèmes de qualité
- L'institut des problèmes du transport automobile
- L'institut des problèmes de l'industrie de la route
- L'institut des matériaux et des structures
- L'institut des sciences naturelles
- L'institut des problèmes de développement de l'enseignement supérieur professionnel
- L'institut de la technologie, de la normalisation et de la certification des matériaux de construction

## Récompenses
- L'Ordre Du Drapeau Rouge Du Travail[3]
- Ordre De L'Amitié (Vietnam)[4]

## Critiques
Selon le réseau de la communauté Dissernet (une communauté de volontaires œuvrant pour nettoyer la science russe du plagiat), à plusieurs reprises au MADI (plus de 75 fois) des thèses écrites avec des violations de l'éthique scientifique et académique (plagiat) ont été défendues. Aussi, parmi les enseignants de l'université technique ont été découverts neuf enseignants, défendant des thèses similaires (par exemple, un professeur de la chaire «systèmes Automatisés», Leonid Isaakovich Berner , le professeur titulaire de la chaire «Management» Andrey Mikhaïlovitc Ivakhenko, le professeur Alexandre Vladimirovitch Libenko) et le doyen de la faculté des transports routiers Alexis Alexandrovitch Solntsev . En 2018 ont été publiées des informations sur la corruption (ru), ainsi que sur l'implication de la haute direction du MADI dans du vol de trésorerie à très grande échelle.